# Johann Gottfried Auerbach

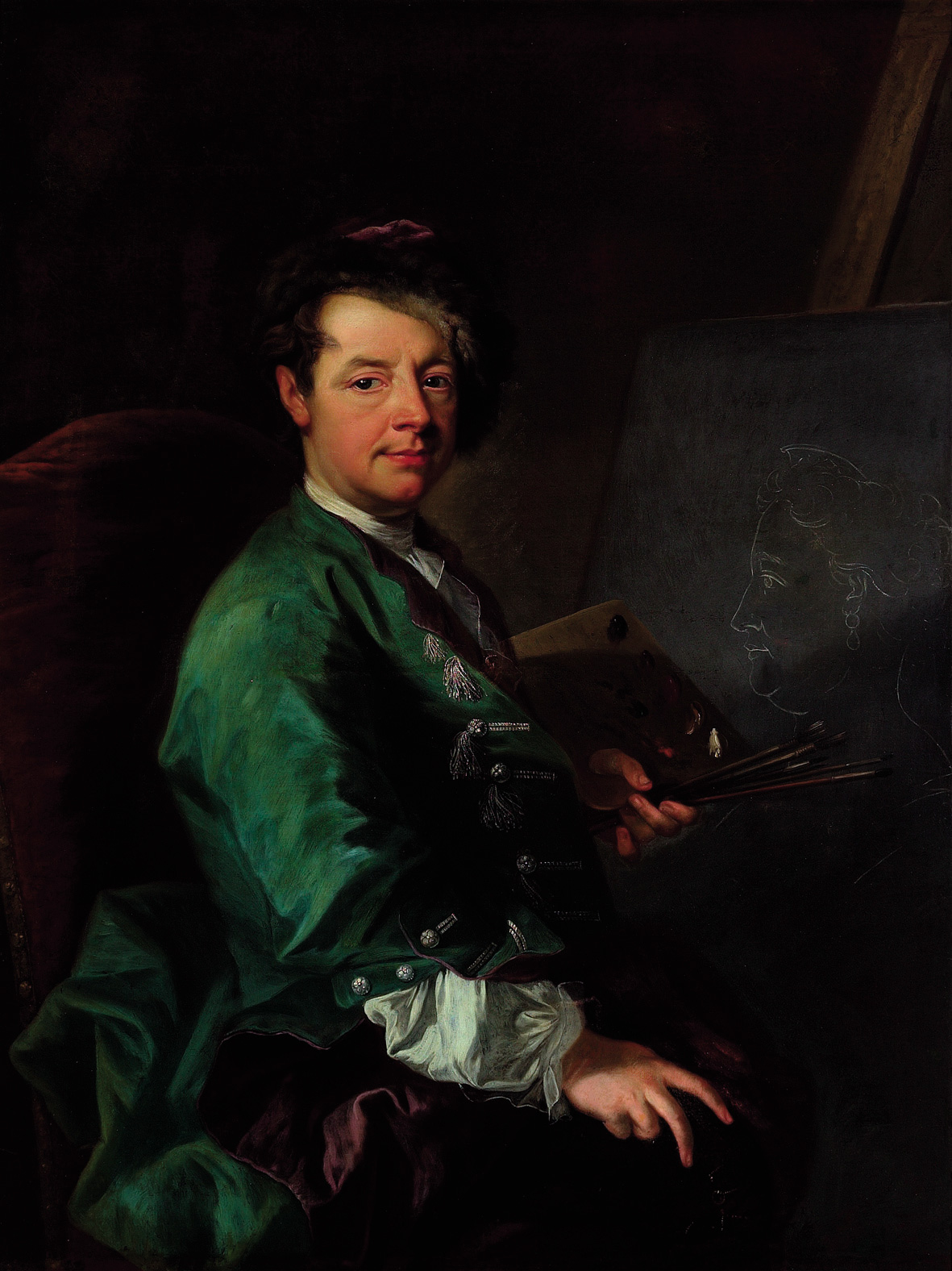
Selbstporträt

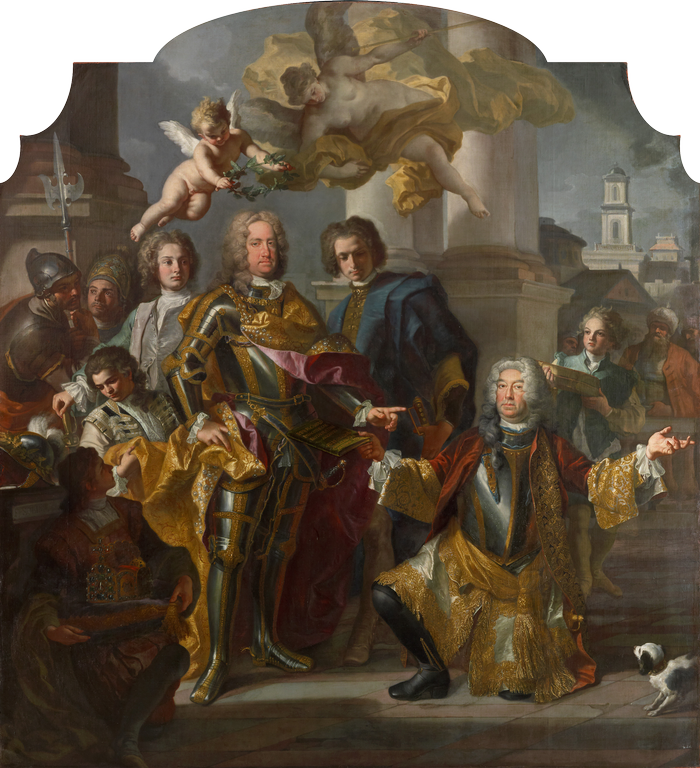
Hofbaudirektor Gundacker von Althann überreicht Karl VI. das Inventar der kaiserlichen Kunstsammlungen
Gemälde von Francesco Solimena, 1728
Nur die Bildnissköpfe des Kaisers und Althanns sind von Auerbach

Johann Gottfried Auerbach (* 28. Oktober 1697 in Mühlhausen/Thüringen; † 5. August 1753 in Wien; nach anderen Angaben fälschlich * 1679 oder 1687; † 1743) war ein deutscher Maler.

## Leben
Auerbach war kaiserlicher Hofmaler zu Wien, malte vorzüglich Bildnisse, so von der Kaiserin Maria Theresia, Kaiser Franz I. und weiteren Habsburgern. Die k. k. Galerie zu Wien bewahrt von ihm das Porträt Kaiser Karl VI., besonders auffällig und bekannt ist auch das monumentale Reiterporträt des Prinzen Eugen von Savoyen, welches sich im Heeresgeschichtlichen Museum in Wien befindet.
Auerbach wurde 1735 von Kaiser Karl VI. zum Kaiserlichen Hofmaler ernannt, 1741 zum Kammermaler.
1728 ließ Karl VI. ein dreibändiges Bildinventar anfertigen und gab beim Haupt der neapolitanischen Malerschule, Francesco Solimena, ein Dedikationsbild in Auftrag. Auf diesem barocken Prachtgemälde überreicht der kaiserliche Baudirektor dem Kaiser das Inventar seiner Sammlung – dazu verkündet Fama den Kunstsinn Karls VI. in alle Welt.
Obwohl Neapel zu dieser Zeit zur Habsburger Monarchie gehörte und Bildnisse der Darzustellenden sicher verfügbar gewesen wären, hat Solimena die Porträts nicht selbst ausgeführt, sondern Johann Gottfried Auerbach malte sie über die schon vorhandenen, porträtunähnlichen und bewegt platzierten Köpfe. Wahrscheinlich erfüllten die ikonal-starr aus dem Bild blickenden Bildnisse von Auerbach eher das höfische Bedürfnis nach feierlicher Repräsentation.

## Werke
- Reiterporträt Prinz Eugen von Savoyen, 316 × 237 cm Kunsthistorisches Museum, als Dauerleihgabe im Heeresgeschichtlichen Museum Wien.[1][2]
- Prinz Eugen in der Schlacht bei Belgrad 1717, (unsigniert, Zuschreibung Auerbach), 119 × 180 cm, Heeresgeschichtliches Museum Wien.
- Porträt Kaiser Karl VI., Öl auf Leinwand, Belvedere, Wien
- Porträt Kaiser Karl VI., Öl auf Leinwand, Kunsthistorisches Museum (in der Wiener Schatzkammer).
- Porträt Aloys Thomas Raimund von Harrach.
- Seitenaltarbilder links der Heiligen Anna, Maria, Josef und rechts Theresia von Avila in der Pfarrkirche St. Josef zu Margareten
- Seitenaltarblatt links mit den Heiligen Josef, Heinrich und Leopold in der Pfarrkirche Großmeiseldorf 1750